# 线状病毒目
线状病毒目（学名：Ligamenvirales）为线状病毒纲的一个科。

## 下级分类
本科包括以下属：
- 脂毛噬菌體科 Lipothrixviridae
- 古噬菌体科 Rudiviridae